# Badh
Pour plus de détails, voir Fiche technique et Distribution.
Badh est un film d’action français réalisé par Guillaume de Fontenay et sorti en 2025. Il s’agit de son deuxième long métrage après Sympathie pour le diable (2019).
Il met en vedette Marine Vacth, Niels Schneider, Emmanuelle Bercot et Slimane Dazi.

## Synopsis
Badh Siracine vit à Essaouira au Maroc avec son mari Ilias. Ancienne agente de la DGSE, elle reprend du service lorsqu’il devient la cible d’un cartel mené par Mansour Khoury. Elle traque les membres du réseau jusqu’à un affrontement final à Casablanca.

## Fiche technique
Sauf indication contraire, les informations mentionnées dans cette section peuvent être confirmées par les bases de données cinématographiques IMDb et Allociné,  présentes dans la section « Liens externes ».
- Titre original : Badh
- Réalisation : Guillaume de Fontenay
- Scénario : Matt Alexander
- Musique : Audrey Ismaël
- Photographie : Pierre Cottereau
- Décors : Pierre Quefféléan
- Costumes : Élisabeth Bornuat
- Son : Lucien Balibar
- Production : Marc-Étienne Schwartz, Marc Stanimirovic
- Sociétés de production : Monkey Pack Films et M.E.S. Productions
- Distribution : Pan Distribution (France)
- Langue originale : français
- Pays de production :  France
- Genre : action, thriller
- Durée : 90 minutes
- Date de sortie :
  - France : 6 août 2025

## Distribution
- Marine Vacth : Badh Siracine / Alma
- Niels Schneider : Alex
- Emmanuelle Bercot : Joanna Walter
- Slimane Dazi : Mansour Khoury
- Grégoire Colin : Sam
- Salim Kechiouche : Ilias Siracine
- Lionel Abelanski : le Français
- Sofian Khammes
- Hichem Yacoubi

## Production
Le tournage s’est déroulé au Maroc (Casablanca, Marrakech et Essaouira) entre novembre 2024 et mi‑janvier 2025, sur une durée d’environ 30 jours, avec également quelques scènes tournées en région parisienne et à Paris[réf. nécessaire].
Le film est produit par Monkey Pack Films et M.E.S. Productions, avec des ventes internationales assurées par Ginger & Fed et WTFilms.